# Mateusz Czak

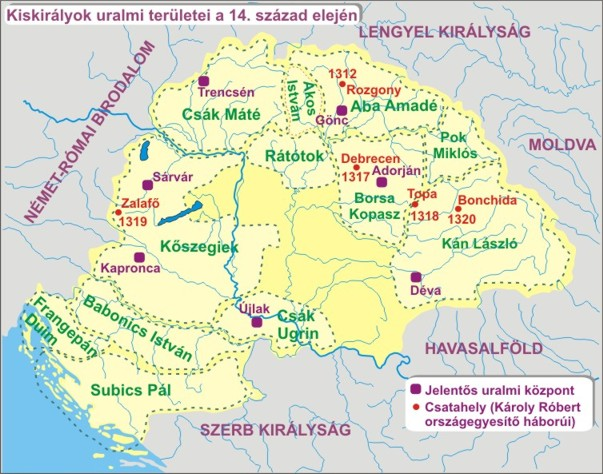
Tereny we władaniu Matusza Czaka i jego stronników

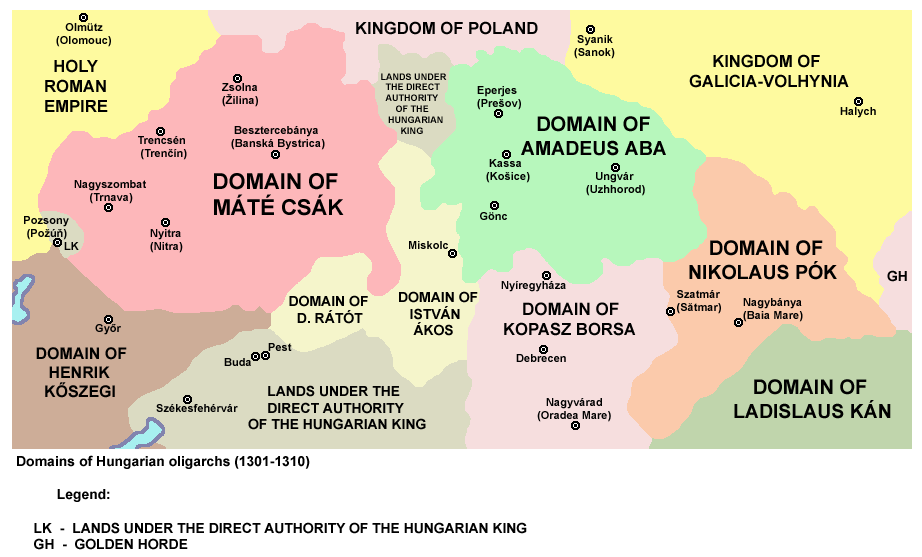
Tereny we władaniu Matusza Czaka w latach 1301-1310

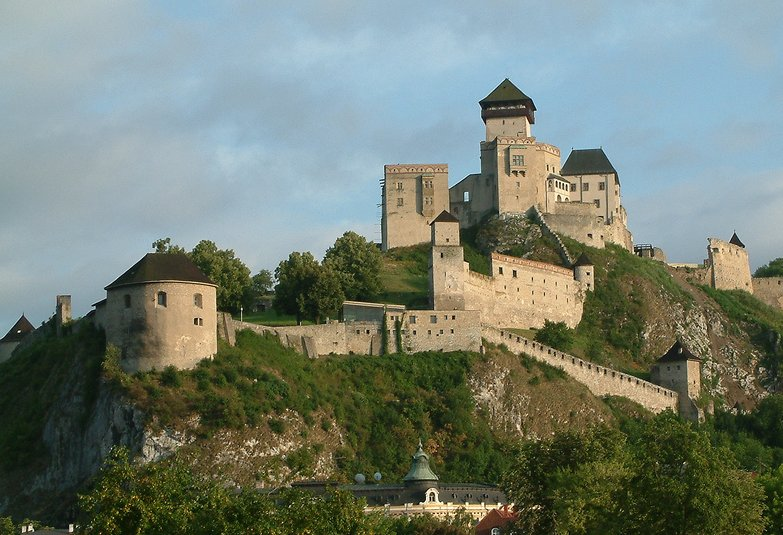
Zamek w Trenczynie

Mateusz Czak (ur. pomiędzy 1260–1265, zm. 18 marca 1321) (węg. Csák (III) Máté, słow. Matúš Čák III, niem. Matthäus Csák von Trentschin) – węgierski możnowładca suwerennie władający zachodnią częścią dzisiejszej Słowacji. Określany jako Pan Wagu i Tatr.

## Kariera za Andrzeja III Arpada
Syn węgierskiego palatyna Piotra Czaka z rodu Csák. W 1291 roku wziął udział w kampanii wojennej króla Węgier Andrzeja III Arpada przeciwko Austrii. W 1292 roku stłumił antykrólewski bunt, który wzniecił magnat Miklós Kőszegi, za co otrzymał od króla Andrzeja przywileje. W 1296 roku objął we władanie zamek w Trenczynie, który stał się jego siedzibą. W tym samym roku król wyznaczył go na palatyna. Wkrótce jednak doszło do konfliktu Matusza z królem Andrzejem, który nie potrafił sobie podporządkować potężnego możnowładcy aż do swojej śmierci w 1301 roku. 

## Sojusz z Wacławem II
Po śmierci króla Andrzeja III Matusz poparł Wacława II Przemyślidę w walce o tron węgierski dla jego syna Wacława III przeciwko Karolowi Robertowi Andegaweńskiemu. 
Na mocy uchwały sejmu w Budzie wybrano Wacława III na króla (jako Władysława V), porozumiano się na zjeździe w Brnie z możnymi węgierskimi i w obecności Matusza Czaka w dniu 27 sierpnia 1301 arcybiskup Kalocsy Jan uroczyście koronował Wacława III na węgierskiego króla w Białogrodzie Królewskim. W zamian za pomoc Matusz otrzymał liczne przywileje. W 1303 roku przeciwko Wacławowi II i jego synowi powstał sojusz papieża Bonifacego VIII, Albrechta I Habsburga, Władysława Łokietka i księcia halickiego Jerzego I. W tej sytuacji Matusz przyjął postawę wyczekującą. Od 1305 roku przejściowo władzę na Węgrzech sprawował Otton III Bawarski (jako Bela V), jednak w 1307 roku uciekł z kraju. Ostatecznie w 1308 roku Matusz poparł Karola Roberta w walce o tron w zamian za obietnicę otrzymanie stanowiska skarbnika. Nie pojawił się jednak na koronacji Andegawena w 1310 roku i wnet wystąpił przeciwko królowi.
Szczyt potęgi Matusza Czaka miał miejsce około 1311 roku, gdy władał on 14 węgierskimi powiatami na zachodzie Słowacji, a on i jego stronnicy mieli pod kontrolą 50 zamków.

## Wojna z Karolem Robertem
W 1312 roku Czak sprzymierzył się z władającym wschodnią Słowacją Amadejem Abą przeciwko królowi Karolowi Robertowi. Karol Robert obległ należący do rodu Aba Zamek Szaryski, ale odsiecz Matusza spowodowała, że król musiał odstąpić od oblężenia. Jednak wkrótce król zwyciężył buntowników w bitwie pod Rozgoniem (obecnie Rozhanovce koło Koszyc). W przeciwieństwie do domeny Amadeja Aby, Karol Robert nie był w stanie opanować całości ziem Matusza. Król w 1313 r. zdobył Trnawę i zamek w Hollókő. W 1314 roku Matusz jako sojusznik Habsburgów najechał Morawy. 
W 1317 roku Karol Robert zajął Komarno i Wyszehrad, w wyniku czego Matusz obiecał podporządkować się władcy. Jednak w 1318 roku Matusz ponownie zaatakował króla, co doprowadziło do kolejnej wojny. Toczyła się ona aż do śmierci Matusza w 1321 roku w obleganym przez wojska królewskie zamku w Trenczynie

## Gloryfikacja
W pracach publikowanych na Słowacji w XIX wieku Matusz Czak przedstawiany był jako romantyczny słowacki bohater narodowy sprzeciwiający się okupacji węgierskiej, co spowodowało jego popularność w słowackich kręgach narodowych. Opanowane przez niego ziemie przedstawiano zaś na wyrost jako pierwsze protoksięstwo słowackie. W tym duchu publikował o nim wiersze lider słowackiego przebudzenia narodowego Ľudovít Štúr. Poglądy te nie wytrzymują jednak krytyki współczesnych historyków.